# Desmopsis microcarpa
Desmopsis microcarpa är en kirimojaväxtart som beskrevs av Robert Elias Fries. Desmopsis microcarpa ingår i släktet Desmopsis och familjen kirimojaväxter. Inga underarter finns listade i Catalogue of Life.